# Trochospongilla gregaria
Trochospongilla gregaria är en svampdjursart som beskrevs av James Scott Bowerbank 1863. Trochospongilla gregaria ingår i släktet Trochospongilla och familjen Spongillidae. Inga underarter finns listade i Catalogue of Life.